# Eberhard Ostendorff
Eberhard Ostendorff (* 17. Juli 1905 in Bippen; † 25. Mai 1984) war ein deutscher Geologe und Mineraloge.

## Leben
Ostendorff absolvierte nach dem Einjährigen-Examen zunächst eine Lehre in der Land- und Forstwirtschaft, holte dann in einer Begabtenprüfung das Abitur nach und studierte Mineralogie und Bodenkunde in Bonn, Berlin und Hamburg. Die Promotion zum Dr. techn. erlangte er mit Auszeichnung. Seine erste berufliche Tätigkeit führte ihn an das Geologische Institut in Danzig. Ab 1936 war er privat als Geologe und Bodenkundler tätig. Projekte, an denen er beteiligt war, waren die Kartierung Italiens und Schlesiens sowie Tätigkeiten im Rahmen der Eindeichungsarbeiten an der Nordsee. Später wurde er Leiter der Forschungsstelle für Bodenkunde in Danzig. Nach seiner Habilitation erhielt er einen Lehrauftrag für Geologie und Mineralogie. 1946 wurde er Assistent, 1950 Professor an der Technischen Hochschule in Stuttgart. 1969 trat er in den Ruhestand, den er in seinem Heimatort Bippen verbrachte. Er gab eine sechsbändige Ortschronik und Volkskunde von Bippen heraus und engagierte sich als langjähriger Vorsitzender des Kreisheimatbundes Bersenbrück.